# Тюльпан (роман)
«Тюльпан» (фр. Tulipe) — науково-фантастичний роман французького письменника Ромена Гарі, надрукований 1946 року видавництвом Кальман-Леві. Передрукований 15 квітня 1970 року видавництвом Галлімар.

## Сюжет
Тюльпан, колишній репатріант, після війни проживає в Гарлемі, в одинокій кімнатці. Його єдиними друзями є ще один емігрант, дядько Нат, змішаної расової приналежності, та його донька Лені. Тюльпан — збанкрутілий білий чоловік, який зізнається, що лише імітує банкрутство. Він намагається відмовитися від усього, що було і залишається для нього святим, та починає поринати в цинізм. Реалістичний навіть у пародії, жонглюючи так само тисячоліттями, як і всі напівмітерналі «добрі слова», цей роман, народжений нігілістичним світом 1945 року, де треба було просто «виграти» війну, сама жорстокість якої була поразкою, проте й зараз він не втратив актуальності. У цій сатирі ідеалізму ідеалом є мораль: неможливо зневіритися.

## Видання
- Tulipe, éditions Calmann-Lévy, 1946
- Tulipe, éditions Gallimard, collection Blanche, 1970 ISBN 207022662X